# Can Puig (Santa Eulàlia de Ronçana)
Can Puig és una masia del municipi de Santa Eulàlia de Ronçana (Vallès Oriental) inclosa en l'Inventari del Patrimoni Arquitectònic de Catalunya. És un edifici de planta rectangular, orientat al nord-est. A les cares nord i oest les pedres estan disposades en fileres regulars, les parets són aproximadament d'un metre d'amplada. La casa gairebé no té fonaments. Els angles estan acabats amb grans carreus. Les cares est i sud són més noves, les pedres estan més mal posades, alternant amb runa i ceràmica. Coberta a dos vessants. Les parets interiors són de gran gruix, a la sala hi ha un gran arc de mig punt de 4 o 5 metres, al celler n'hi ha un altre d'apuntat. La porta és dovellada i presenta espitlleres de defensa.
La tradició diu que Can Puig i el Castellet podrien ser una mateixa edificació a causa d'algun tret de construcció que podria semblar un castell. En el fogatge de 1497 apareixen ambdós noms per separat, el que ens fa suposar que es tracta de dos llocs diferents. No hi ha cap dada documental de la construcció, però es palesen dues etapes constructives: la base més antiga i el cos de la masia del segle XV-XVI. En el fogatge de 1553 apareix Miquel Puig. Hi ha altres dades de la família fins a l'any 1730 que la casa passa a propietat dels Riera, fins a l'any 1957 que va passar a mans del Sr. Badia.